# Fotogramas de Plata 2005
La 56a cerimònia de lliurament dels Fotogramas de Plata 2005, lliurats per la revista espanyola especialitzada en cinema Fotogramas, va tenir lloc el 20 de febrer de 2006 a la discoteca Joy Eslava de Madrid. Fou presentada per Anabel Alonso. Les votacions foren resoltes per 41 crítics de cinema.
Alhora s'ha fet la segona edició del concurs de curtmetratges Fotogramas en Corto, que fou atorgat a Éramos pocos, de Borja Cobeaga, protagonitzat per Mariví Bilbao. Tanmateix, els lectors i internautes votaren per Choque de Nacho Vigalondo.

## Candidatures

### Millor pel·lícula espanyola
| Pel·lícula                      | Director      | Resultat   |
| ------------------------------- | ------------- | ---------- |
| La vida secreta de les paraules | Isabel Coixet | Guanyadora |

### Millor pel·lícula estrangera
| Pel·lícula          | Director       | Resultat   |
| ------------------- | -------------- | ---------- |
| Million Dollar Baby | Clint Eastwood | Guanyadora |

### Tota una vida
| Intèrpret      | Resultat   |
| -------------- | ---------- |
| Chus Lampreave | Guanyadora |

### Millor actriu de cinema
| actriu               | Pel·lícula       | Resultat   |
| -------------------- | ---------------- | ---------- |
| Pilar López de Ayala | Obaba            | Candidata  |
| Candela Peña         | Princesas        | Guanyadora |
| Leonor Watling       | Malas temporadas | Candidata  |

### Millor actor de cinema
| Actor              | Pel·lícula       | Resultat  |
| ------------------ | ---------------- | --------- |
| Juan José Ballesta | 7 vírgenes       | Candidat  |
| Javier Cámara      | Malas temporadas | Candidat  |
| Óscar Jaenada      | Camarón          | Guanyador |

### Millor actor de televisió
| Actor                | Sèrie de televisió | Resultat  |
| -------------------- | ------------------ | --------- |
| Imanol Arias         | Cuéntame cómo pasó | Candidat  |
| Paco León            | Aída               | Guanyador |
| Jordi Rebellón López | Hospital Central   | Candidat  |

### Millor actriu de televisió
| Actriu           | Sèrie de televisió | Resultat  |
| ---------------- | ------------------ | --------- |
| Lydia Bosch      | Motivos personales | Candidata |
| Carmen Machi     | Aída               | Ganadora  |
| Rosa Maria Sardà | Abuela de verano   | Candidata |

### Millor actriu de teatre
| Actriu          | Muntatge  | Resultat   |
| --------------- | --------- | ---------- |
| Natalia Dicenta | Solas     | Candidata  |
| Elena Gadel     | Mar i cel | Candidata  |
| Lola Herrera    | Solas     | Guanyadora |

### Millor actor de teatre
| Actor/Companyia | Muntatge                                                   | Resultat  |
| --------------- | ---------------------------------------------------------- | --------- |
| Gabino Diego    | Una noche con Gabino Arxivat 2020-03-24 a Wayback Machine. | Guanyador |
| Juan Diego      | El pianista                                                | Candidat  |
| José Sacristán  | Almacenados                                                | Candidat  |